# غويلرمو بادولا
غويلرمو بادولا (بالإسبانية: Guillermo Padula)‏ هو لاعب كرة قدم أوروغواياني في مركز الدفاع، ولد في 16 سبتمبر 1997 في كولونيا ديل ساكرامنتو في الأوروغواي. لعب مع Club Plaza Colonia de Deportes ‏.

## وصلات خارجية
- غويلرمو بادولا على موقع قاعدة بيانات كرة القدم.إي يو (الإنجليزية)
- غويلرمو بادولا على موقع Soccerway.com (الإنجليزية)
- غويلرمو بادولا على موقع عالم كرة القدم.نت (الإنجليزية)